# Friedrich Gruber (Tuchhändler)

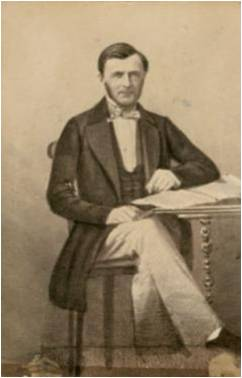
Friedrich Gruber (um 1850)

Friedrich Gruber (* 15. September 1805 in Lindau (Bodensee); † 15. Februar 1850 in Palermo) war ein deutscher Tuchhändler und Bankier.

## Leben
Der Sohn einer Lindauer Patrizierfamilie besuchte bis 1819 die Schule und arbeitete dann im väterlichen Unternehmen. 1821 bis 1826 machte er in Marseille eine kaufmännische Lehre und setzte seine Ausbildung ab 1827 in London fort. Er gründete 1828 als Repräsentant für die Handelshäuser Souchay, Mylius und Co. und Schunck, Souchay & Co., die in Frankfurt, London, Manchester, Moskau und Riga tätig waren, in Genua eine Niederlassung und 1830 unter der Firma F. Gruber & Co. ein eigenes Handelsunternehmen. Dieses eröffnete unter der Leitung von Karl Wedekind vor 1838 in Palermo eine Niederlassung. 1830 wurde er auch Teilhaber des in Fratte di Salerno ansässigen Schweizer Textilkonzerns Vonwiller & Züblin.
Friedrich Gruber war als Kaufmann sehr erfolgreich. Sein Neffe August Gruber berichtete in seinen Erinnerungen, dass er in Genua auch „Napoleone Commercianti“ genannt wurde.
Ein Lungenleiden zwang ihn, bereits mit 35 Jahren seinen Rückzug aus dem Geschäftsleben zu planen. 1840 kaufte er am Lindauer Bodenseeufer 40 kleine Bauerngüter, meist Rebgelände, und schuf daraus zwischen 1842 und 1847 das Gut Lindenhof als Rückzugsort und Sommersitz. Die Villa erbaute Franz Jakob Kreuter (1813–1889); die Parkanlage schuf Maximilian Friedrich Weyhe (1775–1846).
1845 gründete er eine Filiale auf der griechischen Insel Korfu, die von 1815 bis 1864 unter britischem Protektorat stand. 1847 trat Martin Fels (* 1815 in Lindau; † 1895 auf Korfu, ab 1868 preußischer Konsul) in das Unternehmen ein.

Landtor in Lindau, 1906

1847 stiftete Gruber die „Landtor-Anlagen“, die heute den Stadtgarten der Insel Lindau bilden (Oskar-Groll-Anlage), sowie 1847 ein nach seinem Vater benanntes Stipendium, die Eliseus-Gruber-Stiftung, aus deren Kapital von 50.000 Franken junge Lindauer unterstützt wurden, die Handel und Technik erlernen wollten.
1850 erlitt Friedrich Gruber im Haus seines Geschäftsfreundes Karl Wedekind in Palermo einen Blutsturz und verstarb. Beigesetzt wurde er in Lindau.
Gruber war mit der Schweizerin Charlotte Schläpfer verheiratet. Die Familie bewohnte die Villa Gruber in Genua. Grubers Söhne Jean und Carl verstarben im frühen Kindesalter. Er adoptierte zwei Nichten seiner Frau, Augusta und Louise Sturzenegger, die ihn beide nur um wenige Jahre überlebten (Augusta Sturzenegger 1827–1857, Louise Sturzenegger 1829–1856).